# Moca mniograpta
Moca mniograpta är en fjärilsart som beskrevs av Edward Meyrick 1931. Moca mniograpta ingår i släktet Moca och familjen Immidae. Inga underarter finns listade i Catalogue of Life.